# Roth (bei Stromberg)
Roth ist eine Ortsgemeinde im Landkreis Bad Kreuznach in Rheinland-Pfalz. Sie gehört der Verbandsgemeinde Langenlonsheim-Stromberg an.

## Geographie
Roth liegt südwestlich des Rheins im Hunsrück. Im Westen befindet sich der Ort Stromberg, im Norden Warmsroth und östlich liegt Waldalgesheim.

## Geschichte
Der Ort wurde 1187 erstmals urkundlich erwähnt.
Bevölkerungsentwicklung
Die Entwicklung der Einwohnerzahl der Gemeinde Roth, die Werte von 1871 bis 1987 beruhen auf Volkszählungen:
| Jahr | Einwohner |
| ---- | --------- |
| 1815 | 119       |
| 1835 | 175       |
| 1871 | 193       |
| 1905 | 175       |
| 1939 | 165       |
| 1950 | 175       |
| 1961 | 170       |

| Jahr | Einwohner |
| ---- | --------- |
| 1970 | 175       |
| 1987 | 272       |
| 1997 | 267       |
| 2005 | 238       |
| 2011 | 270       |
| 2017 | 297       |
| 2022 | 272       |

## Politik

### Bürgermeister
Ortsbürgermeister ist Helmut Höning. Bei der Kommunalwahl am 26. Mai 2019 wurde er in seinem Amt bestätigt und im Juni 2024 wiedergewählt.

### Gemeindepartnerschaft
Mit Saint-Nicolas-lès-Cîteaux im Burgund besteht seit 1991 eine Partnerschaft.

## Wirtschaft und Infrastruktur
Die Ortschaft liegt verkehrsgünstig an der A 61, Ausfahrt Stromberg.